# ロマンシングT・T
ロマンシングT・T（ロマンシングティー・ティー　英称：ROMANCING T・T）は横浜エフエム放送（FM横浜）で、1985年12月20日から1994年3月25日まで放送されていたシンガーソングライターである種ともこがパーソナリティーをつとめるラジオ番組である。
スポンサーは開始当初から一貫して「たまプラーザ東急ショッピングセンター」（現たまプラーザテラス）が提供していた。

## 概要
種ともこが単独でパーソナリティーをつとめたラジオ番組で、種ともこ自身が日頃思っていることや彼女の身の回りで起きた出来事、旅先等で発見したこと、音楽作りのこぼれ話などが話される。
月に一度は番組にゲストが招かれ、対談形式で番組が進行される。
この番組は種ともこのアーティストとしての活動と彼女自身の成長そのものと同時にあゆみを共にした番組であった。
FM横浜における音楽シーンの変化や番組編成の事情等で1994年3月25日をもって番組終了。8年3か月の歴史に幕を閉じた。なお、同局では1クール(3か月)も待たずして終了した番組も少なくないが、この番組は8年以上続いた長寿番組となった。また、この番組を最後にFM横浜開局時からの番組がすべて終了している。

### 放送月ごとのテーマ
- 番組の放送月ごとにテーマが決められており、番組中に「来月のテーマは○○○。○○○についてのお便りをお送りください。」と告知され、リスナーはテーマに関連した内容のハガキ、封書を送るように依頼される。

#### テーマの一例
- テーマについて例を挙げるならば、
- 「スポーツ」平成4年（1992年）2月
- 「女であること」平成4年（1992年）3月
- 「霊感山勘第六感、勘について」平成5年（1993年）9月
- 「大人」最終放送月　平成6年（1994年）3月が挙げられる。
- その月のテーマに関連したリスナーからのお便りは番組の最終週で読んでくれる。

### 放送月の第1週から最終週までの進行
- 月の第１週から最終週までの間は種ともこが日頃考えていることや感じたことなどを話したり、テーマと関係のない番組に届けられたリスナーからのおたより（ハガキ、封書）を読んだり、ゲストを迎えて話を聞くこともある。
- 彼女がリスナーからのおたよりを読んでいる時や、ゲストとの対談中に彼女自身の口から、「わたくし種ともことしては…。」「種ともこは○○○について考える…。」

「これから種ともこがやりたいことは…。」などと発言することがある。

#### ゲスト
- ゲストには彼女と同業のアーティスト（ミュージシャン）、または歌手や俳優などが招かれることが多い。

#### 音楽
- 番組においてかけられる音楽は洋邦を問わない。ただし番組の最後にかけられる音楽は必ず彼女の曲である。
- 最終月（平成6年3月）にかけられた音楽は初めから終わりまですべて彼女の曲であった。

## タイムテーブル
- 19:00.00 時報
- 19:00.05 カウキャッチャーＣＭ（30秒）
- 19:00.35 オープニング　（からくり時計のような作動音とオルゴール音、ボーンボーンという時報音、レコーダーの早送り音声のような音声で「ロマンシングティー、ティー」とタイトルコール）
- 種ともこ：「ロマンシング　ティー・ティー　種ともこです。今月のテーマは○○○…。今夜も聞いてくれてありがとう。」
- 男性アナウンス：「Romancing T・T.This program is brought to you by Tama-Plaza Tokyu Shopping Center」
- 19:02.30 放送局IDジングル
- 19:02.35 CM (60秒)
- 19:03.35 音楽（1曲目）
- 19:06.頃 番組本編（前半）
- 19:11.頃 音楽（2曲目）
- 19:13.頃 ロマンシングT・T　ジューシー　インフォメーション
- 男性アナウンス：「ROMANCING T・T JUICY INFORMATION」
- 種ともこ：「ロマンシング　ティー、ティー、ジューシー　インフォメーション」
- このコーナーは種ともこが「たまプラーザ東急ショッピングセンター」の売り出しや催事（ミニコンサート、落語会等）の告知や施設の案内をする。

提供の「たまプラーザ東急ショッピングセンター」の実質的なお知らせである。
- 余談であるが、彼女も番組放送期間中に「たまプラーザ東急ショッピングセンター」で行われた催事に自分で告知して出演したことがある。
- 19:14.頃 音楽（3曲目）
- 19:18.頃 番組本編（後半）
- 19:22.頃 種ともこの曲（4曲目）・曲終了後に1曲目から4曲目の曲紹介
- 19:26.頃 CM （60秒）
- 19:27.頃 エンディング
- 種ともこ：「ロマンシングティー・ティー　今夜も聞いてくれてありがとう……。」
- 男性アナウンス：「Romancing T・T This program was brought to you by Tama-Plaza Tokyu Shopping Center.」

「Thanks to you regain your friendly DJ.」
- 種ともこ: 「種ともこでした。それじゃまたね。」　でしめる。
- 19:29.00 番組終了

## 放送休止
- 平成5年(1993年)10月1日・10月8日はFM横浜の愛称が「ハマラジ」（横浜ラジオ）に変更するのに伴い特別番組を放送するため放送休止。

## 補足
- この番組は種ともこがまだシングルレコードを出してもいないうちから番組が収録された。収録が行われたスタジオには彼女の所属するレコード会社の関係者や当時のFM横浜の制作スタッフたちが見守る中、収録されたという。(当時の番組名は「ともこの好奇心がいっぱい」)
- FM横浜が開局したのは昭和60年(1985年)12月20日であるので、開局してその日の夜7時にこの番組は開始された。（当日の新聞ラジオ欄には「好奇心」と記載）

その翌日12月21日に彼女の初めてのシングルレコード「You're The One」が発売された。
- 提供読みが英語であるのは当時のFM横浜の特色作りのひとつで日本語と外国語が混ざった番組作りの一環であったと思われる。英語による提供読みは平成23年(2011年)7月現在では在京FM局J-WAVE等が採用している。
- 彼女は平成3年(1991年)7月25日に横浜にちなんだ曲、かつていしだあゆみがカバーした「ブルーライト・ヨコハマ」を発売している。
- FM横浜は平成5年(1993年)9月30日いっぱいで演奏所を中区山下町から西区みなとみらいへ移転するが、２つの演奏所をまたいで放送が行われた珍しい番組である。
- 番組に対しておたよりを送ってくれる方々の中にはFM横浜の可聴範囲外からの新潟県、石川県、広島県などの方々もいた。おそらく音楽情報誌などでこの番組が紹介されていたのだろう。

（一時期、大阪有線放送社のUSEN440では、在京ラジオ局等の区域外再送信が行われており、個人でもUSEN440の契約者では区域外の東京圏のラジオ放送が聴取できる時期があった。FM横浜も含まれていた。放送局から大阪有線への再送信の許可があったかどうかは不明。）
- 旅行や出張等で東京都、神奈川県、千葉県等を訪れ、この番組を聴いておたよりを送ってくれた他道府県にお住まいの方々も存在する。

## 参考
FM横浜　ロマンシングT・T　（平成4年(1992年)2月14・28日放送分）・（平成5年(1993年)9月24日、10月22日放送分）・（平成6年(1994年)3月4・11・18・25日放送分）